# Сосновый Бор (Выборгский район)
Сосновый Бор (до 1948 — Халила, фин. Halila) — посёлок в Полянском сельском поселении Выборгском районе Ленинградской области.

## Название
Финское название Халила происходит, предположительно, от родового имени одного из первопоселенцев. 
В 1948 году трудящиеся местной вновь образованной сельхозартели «Победа» выбрали для деревни новое название — Сосновый Бор. 

## История
В 1610 году в деревне Халила насчитывалось 11 крестьянских дворов.
В XIX веке на территории деревни открылась частная туберкулезная лечебница, а 1 июля 1889 года — первый в царской России государственный санаторий для легочных больных в северной части страны. В 1892 году санаторий стал собственностью царской семьи.
В 1900 году Николай II передал санаторий благотворительному ведомству царицы Марии Фёдоровны, территория которого состояла из трех частей, где размещались лечебные корпуса: Ванха Халила или Старая Халила (Николаевский), Ууси Халила или Новая Халила (Александровский) и Пикку Халила или Малая Халила (Мариинский). Весь санаторий был рассчитан на 320 мест, из которых детских было 60. В Николаевском корпусе находился телефон прямой связи с царскими покоями. 
Вся экономика деревни Халила была ориентирована на запросы лечащихся. Все виды сельскохозяйственной продукции находили сбыт в этом учреждении, среди клиентов которого были и весьма состоятельные петербуржцы. Администрация санатория охотно предоставляла рабочие места женской половине населения деревни, поскольку им не требовалось предоставлять служебную жилую площадь. Мужчинам также находилась выгодная работа, а извоз пассажиров от станции до санатория приносил большие доходы.
С 6 по 10 января 1918 года в санатории отдыхал В. И. Ленин. В том же году санаторий Халила перешёл в собственность Финляндии.

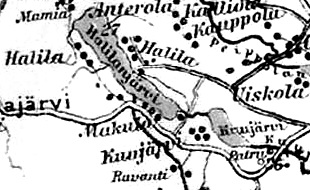
Деревня Халила на финской карте 1923 года

До 1939 года деревня Халила входила в состав волости Уусикиркко Выборгской губернии Финляндской республики и состояла из 18 крестьянских дворов.
С 1 мая 1940 года по 30 сентября 1948 года — в составе Уискольского сельсовета Койвистовского района.
С 1 июля 1941 года по 31 мая 1944 года — финская оккупация. Во время войны сгорело 70 крестьянских дворов, уцелело 22.
В 1945 году прибывшие из Ярославской области 15 семей переселенцев создали сельхозартель «Победа». Позднее на территории деревни был организован колхоз «Дружба». 
С 1 октября 1948 года — в составе Краснофлотского сельсовета Приморского района.
С 1 января 1949 года учитывается административными данными как деревня Сосновый Бор. 
С 1 января 1954 года — в составе Рощинского района.
В 1958 году население деревни составляло 285 человек.
С 1 ноября 1959 года — в составе Полянского сельсовета.
С 1 февраля 1963 года — в составе Выборгского района.
Согласно административным данным 1966, 1973 и 1990 годов посёлок Сосновый Бор входил в состав Полянского сельсовета.
В 1997 году в посёлке Сосновый Бор Полянской волости проживали 17 человек, в 2002 году — постоянного населения не было.
В 2007 году в посёлке Сосновый Бор Полянского СП проживали 57 человек, в 2010 году — 59 человек.

## География
Посёлок расположен в южной части района к северу от автодороги 41К-089 (Рябово — Поляны) и к западу от автодороги 41К-083 (Молодёжное — Черкасово).
Расстояние до административного центра поселения — 10 км.
Расстояние до ближайшей железнодорожной станции Куолемаярви (законсервирована) — 19 км.
Посёлок находится на восточном берегу Краснофлотского озера.

## Демография
| 2007 | 2010 | 2017 | 2021 |
| ---- | ---- | ---- | ---- |
| 57   | ↗59  | ↘33  | ↗147 |

## Религия
Православная церковь во имя преподобного Амвросия Оптинского.

## Улицы
Александра Невского, Весёлая, Дачная, Лесная, Луговая, Нижняя, Озёрный переулок, Рябиновая, Сосновая.